# Checoslovaquia en los Juegos Olímpicos de Albertville 1992
Checoslovaquia estuvo representada en los Juegos Olímpicos de Albertville 1992 por un total de 74 deportistas que compitieron en 10 deportes.  
El portador de la bandera en la ceremonia de apertura fue el esquiador de fondo Pavel Benc.

## Medallistas
El equipo olímpico checoslovaco obtuvo las siguientes medallas:
| Nombre                                               | Deporte            | Competición                |
| ---------------------------------------------------- | ------------------ | -------------------------- |
| Oro                                                  |                    |                            |
| —                                                    |                    |                            |
| Plata                                                |                    |                            |
| —                                                    |                    |                            |
| Bronce                                               |                    |                            |
| Equipo                                               | Hockey sobre hielo | Torneo M                   |
| Petr Barna                                           | Patinaje artístico | Individual M               |
| Tomáš Goder František Jež Jaroslav Sakala Jiří Parma | Saltos en esquí    | Trampolín largo por eqs. M |